# Aske Adelgaard
Aske Emil Berg Adelgaard (10 november 2003) is een Deens voetballer die als verdediger voor Go Ahead Eagles speelt.

## Clubloopbaan

### OB
Adelgaard begon zijn carrière bij de jeugd van Odense Boldklub (OB) in Denemarken. In de zomer van 2019 stapte hij over naar Randers FC, waarna hij in januari 2021 terugkeerde naar OB.
In mei 2021 kreeg hij zijn eerste basisplaats in de hoofdmacht in een trainingswedstrijd tegen FC Midtjylland in mei. Op 31 juli 2022 bevestigde OB dat de 18-jarige Adelgaard een vijfjarig contract had getekend bij de club en definitief was opgenomen in de selectie van het eerste elftal. Een week later maakte Adelgaard zijn competitiedebuut tegen Aarhus GF.

### Go Ahead Eagles
Op 19 augustus 2024 werd bevestigd dat Adelgaard een contract had getekend tot juni 2028, bij de Nederlandse eredivisieclub Go Ahead Eagles.

## Erelijst

### Go Ahead Eagles
KNVB Beker:
- Winnaar (1): 2024/25